# Indianópolis (kommun i Brasilien, Minas Gerais)
Indianópolis är en kommun i Brasilien.   Den ligger i delstaten Minas Gerais, i den sydöstra delen av landet, 400 km söder om huvudstaden Brasília. Antalet invånare är 6 181.
Omgivningarna runt Indianópolis är en mosaik av jordbruksmark och naturlig växtlighet. Runt Indianópolis är det mycket glesbefolkat, med 6 invånare per kvadratkilometer.